# Ebelingia
Ebelingia is een geslacht van spinnen uit de  familie van de Thomisidae (krabspinnen).

## Soorten
- Ebelingia hubeiensis (Song & Zhao, 1994)
- Ebelingia kumadai (Ono, 1985)